# ابتلاء
ابتلاء وردت كلمة الابتلاء ومشتقاتها في القرآن سبعاً وثلاثين مرة، وهي من المفردات التي يكثر تداولها في أدبيات كتب التفسير والتاريخ والسير ونحوها.

## تعريف
يعرف الابتلاء اصطلاحًا، الاختبار والامتحان، والبلاء يكون في الخير والشر، كما قال تعالى: ﴿وَنَبْلُوكُمْ بِالشَّرِّ وَالْخَيْرِ فِتْنَةً﴾ [الأنبياء:35]، قال أبو الهيثم: «البلاء يكون حسنًا ويكون سيئا، وأصله المحنة»، والله -عز وجل- يبلو عبده بالصنع الجميل ليمتحن شكره، ويبلوه بالبلوى التي يكرهها ليمتحن صبره.

## الألفاظ المقاربة للمصطلح أو لها علاقة به
- الفتنة: وتأتي بمعنى الاختبار والامتحان [3]، كما أنها تأتي بمعان أخرى كالإضلال، كقوله تعالى: ﴿فَإِنَّكُمْ وَمَا تَعْبُدُونَ ۝١٦١ مَا أَنْتُمْ عَلَيْهِ بِفَاتِنِينَ ۝١٦٢ إِلَّا مَنْ هُوَ صَالِ الْجَحِيمِ ۝١٦٣﴾ [الصافات:161–163].
- المحنة: بمعنى التصفيـة والتهذيب، كما قال تعالى: ﴿أُولَئِكَ الَّذِينَ امْتَحَنَ اللَّهُ قُلُوبَهُمْ﴾ [الحجرات:3]. قال أبو عبيدة: صفاها وهذبها،[4] وتأتي بمعنى الاختبار كما في قـوله تعالى: ﴿إِذَا جَاءَكُمُ الْمُؤْمِنَاتُ مُهَاجِرَاتٍ فَامْتَحِنُوهُنَّ﴾ [الممتحنة:10] أي اختبروهن.

والخلاصة: إن كلمات الابتلاء والفتنة والمحنة تشترك في معنى الامتحان والاختبار، كما أن بعضها قد يتضمن معاني لا يتضمنها الآخر.

## من حِكَم الابتلاء
- تكفير السيئات:
الابتلاءات التي تصيب المؤمن فيصبر عليها سبب لتطهيره من السيئات كما قال تعالى: ﴿وَلِيُمَحِّصَ اللَّهُ الَّذِينَ آمَنُوا﴾ [آل عمران:141]، ((أي تنقيتهم من الذنوب بالابتلاءات)).[5] وعن أبي هريرة عن النبي قال: «ما يصيب المسلم من نصب، ولا وصب، ولا هم، ولا حزن، ولا أذى، ولا غم، حتى الشوكة يشاكها، إلا كفر الله بها من خطاياه»، وإنما قال: «من خطاياه» لأن بعض الذنوب لا تكفر إلا بالتوبة وإرجاع الحق إلى أهله . وعن أبي هريرة قال: قال رسول الله: «ما يزال البلاء بالمؤمن والمؤمنة في نفسه وولده وماله حتى يلقى الله تعالى وما عليه خطيئة».
- رفع الدرجات (في الدنيا والآخرة):
قال ابن القيم[6] في ذكره للحكم والغايات المحمودة من ابتلاء يوم أُحد: (( إنه سبحانه هيأ لعباده المؤمنين منازل في دار كرامته، لم تبلغها أعمالهم، ولم يكونوا بالغيها إلا بالبلاء والمحنة، فقيض لهم الأسباب التي توصلهم إليها من ابتلائه وامتحانه .. كما قال تعالى: ﴿وَيَتَّخِذَ مِنْكُمْ شُهَدَاءَ﴾ [آل عمران:140].
- تحقيق العبودية لله في السراء والضراء:
قال ابن القيم في ذكره لحكم الابتلاءات: (( استخراج عبودية أوليائه وحزبه في السراء والضراء، وفيما يحبون وما يكرهون، وفي حال ظفرهم وظفر أعدائهم بهم، فإذا ثبتوا على الطاعة والعبودية فيما يحبون ويكرهون فهم عبيده حقا، وليسوا كمن يعبد الله على حرف واحد من السراء، والنعمة والعافية )).[7]
- بيان حقيقة الناس ومعادنهم:
قال الفضيل بن عياض: «الناس ما داموا في عافية مستورون فإذا نزل بهم بلاء صاروا إلى حقائقهم فصار المؤمن إلى إيمانه والمنافق إلى نفاقه».[8]، ففي الابتلاءات يتميز الناس، ويظهر كل واحد على حقيقته كما قال تعالى: ﴿مَا كَانَ اللَّهُ لِيَذَرَ الْمُؤْمِنِينَ عَلَى مَا أَنْتُمْ عَلَيْهِ حَتَّى يَمِيزَ الْخَبِيثَ مِنَ الطَّيِّبِ وَمَا كَانَ اللَّهُ لِيُطْلِعَكُمْ عَلَى الْغَيْبِ﴾ [آل عمران:179]. قال ابن القيم: (( أي ما كان الله ليذركم على ما أنتم عليه من التباس المؤمنين بالمنافقين حتى يميز أهل الإيمان من أهل النفاق، كما ميزهم بالمحنة يوم أُحد )).[9]

## وصلات خارجية
- موقع إسلام ويب
- موقع الإسلام سؤال وجواب

## مواضيع ذات صلة
- صبر